# Серпневе свято
Серпневе свято, також Літній банківський вихідний (ірл. Lá Saoire i mí Lúnasa; англ. August Holiday, August Bank Holiday) — офіційне свято в Ірландії, що відзначається щороку в перший понеділок серпня. Запроваджене у 1871 році.